# Glasewitz
Glasewitz település Németországban, Mecklenburg-Elő-Pomeránia tartományban. Lakosainak száma 420 fő (2023. december 31.).

## Népesség
A település népességének változása:
| Lakosok száma | 424  | 436  | 429  | 423  | 420  |
|               | 2017 | 2019 | 2021 | 2022 | 2023 |